# Calliscelio grenadensis
Calliscelio grenadensis är en stekelart som först beskrevs av William Harris Ashmead 1896.  Calliscelio grenadensis ingår i släktet Calliscelio och familjen Scelionidae. Inga underarter finns listade.